# NGC 184
NGC 184 é uma galáxia lenticular (S0) localizada na direcção da constelação de Andromeda. Possui uma declinação de +29° 26' 51" e uma ascensão recta de 0 horas, 38 minutos e 35,8 segundos.
A galáxia NGC 184 foi descoberta em 6 de Outubro de 1883 por Édouard Jean-Marie Stephan.